# Monuments nationaux d'Ilidža
Cet article recense les monuments nationaux situés sur le territoire de la municipalité d'Ilidža en Bosnie-Herzégovine et dans la fédération de Bosnie-et-Herzégovine. La liste établie par la Commission pour la protection des monuments nationaux compte 6 monuments nationaux inscrits sur la liste principale.

## Monuments nationaux
| Monument                                              | Localité                            | Géolocalisation | Datation                        | Commentaire éventuel                  | Photo |
| ----------------------------------------------------- | ----------------------------------- | --------------- | ------------------------------- | ------------------------------------- | ----- |
| Église de l'Assomption de Stup                        | Ilidža-Stup                         |                 | 1891-1892                       | Église catholique                     |       |
| Mezarje Velika drveta                                 | Ilidža-Stup                         |                 | Seconde moitié du XVe siècle    | Ancien cimetière ottoman (Stećak)     |       |
| Site archéologique de Butmir                          | Sur la rive droite de la Željeznica |                 | Préhistoire ; culture de Butmir | Vestiges, artéfacts                   |       |
| Mémorial de la Lutte de libération nationale à Ilidža | Ilidža                              |                 | Seconde moitié du XXe siècle    | Dans le grand parc ; avec un ossuaire |       |
| Vieille gare d'Ilidža                                 | Ilidža-Sarajevo                     |                 | 1892                            |                                       |       |
| Maison Zildžić                                        | Ilidža-Sarajevo                     |                 | Fin du XIXe siècle              |                                       |       |

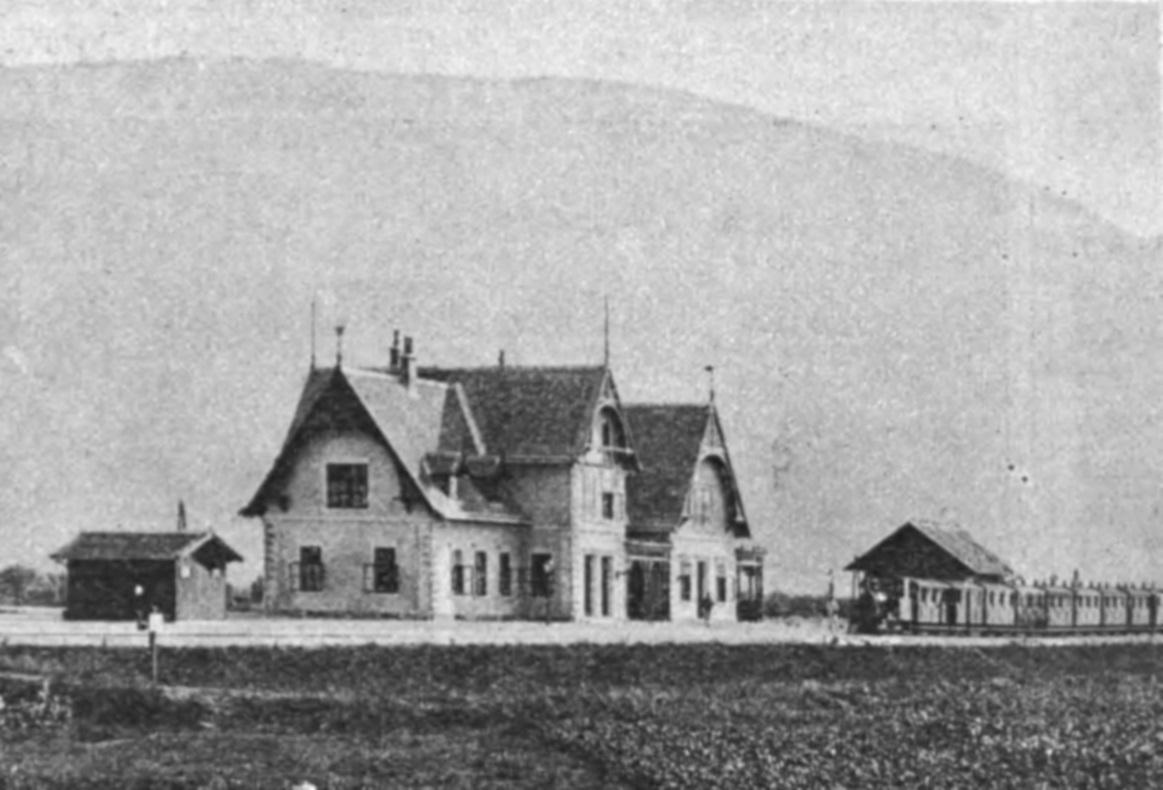
Ancienne gare

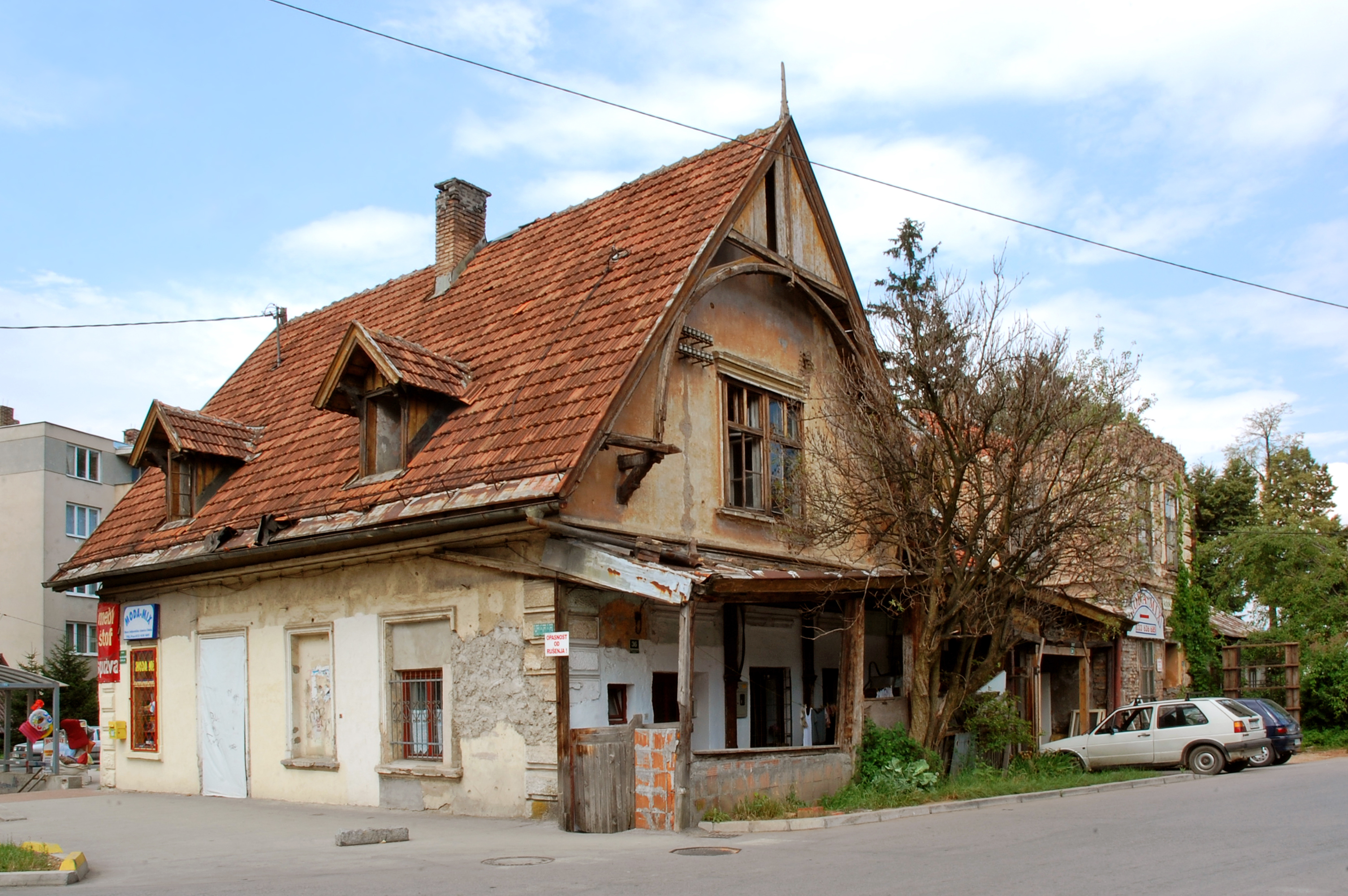
Ancienne gare (2)

- Pont romain de Plandište datant de 1530-1560
- Vestiges romains d'Ilidža